# Charles J. Pedersen
Charles John Pedersen (em japonês:  安井 良男, Yasui Yoshio, 3 de outubro de 1904 – 26 de outubro de 1989) foi um químico orgânico americano mais conhecido por descobrir os éteres coroa e descrever métodos de sintetizá-los durante toda a sua carreira de 42 anos como químico na DuPont no DuPont Experimental Station em Wilmington, Delaware, e no Laboratório Jackson da DuPont em Deepwater, Nova Jersey. Frequentemente associado com Reed McNeil Izatt, Pedersen também compartilhou o Prêmio Nobel de Química em 1987 com Donald J. Cram e Jean-Marie Lehn. Ele é um dos três laureados com o Prêmio Nobel nascidos na Coreia, junto com o laureado do Prêmio Nobel da Paz Kim Dae-jung e a laureada do Prêmio Nobel de Literatura Han Kang.
Pedersen fez inúmeras outras descobertas em química, como descobrir e desenvolver desativadores de metais. Suas primeiras investigações também levaram ao desenvolvimento de um processo dramaticamente melhorado para a fabricação de chumbo tetraetila, um importante aditivo de gasolina. Ele também contribuiu para o desenvolvimento do neoprene.

## Primeiros anos e educação
Nascido em 3 de outubro de 1904, em Busan, Coreia, Charles J. Pedersen era o mais jovem de três filhos. Seu pai, Brede Pedersen, era um engenheiro naval norueguês que emigrou para a Coreia a fim de ingressar no serviço aduaneiro coreano após deixar sua casa devido a problemas familiares. Mais tarde, ele trabalhou como engenheiro mecânico nas minas do Condado de Unsan no que é hoje a Coreia do Norte. Sua mãe japonesa, Takino Yasui, emigrou do Japão para a Coreia com sua família e estabeleceu uma linha de trabalho bem-sucedida comercializando soja e bicho-da-seda próximo às minas do Condado de Unsan, onde o casal eventualmente se conheceu. Embora não se mencione muito sobre seu irmão mais velho, que morreu de uma doença infantil antes de Pedersen nascer, ele tinha uma irmã mais velha chamada Astrid, que era cinco anos mais velha que ele. No Japão, ele usava o nome japonês Yoshio (良男), que ele escrevia usando o kanji para "bom" e "homem". De acordo com Pedersen em um relato autobiográfico separado de sua infância, ele havia nascido antes da Guerra Russo-Japonesa e, porque sua mãe ainda estava de luto pela recente morte de seu irmão mais velho, ele não se sentia bem-vindo como criança.
Apesar de viver no que é hoje a Coreia do Sul, porque Pedersen vivia nas proximidades das minas do Condado de Unsan de propriedade americana, que abrangiam aproximadamente 500 milhas quadradas de área, ele cresceu falando principalmente inglês.
Aos cerca de 8 anos de idade, Pedersen foi enviado por sua família para estudar no exterior em Nagasaki, Japão, e depois transferido para o Colégio St. Joseph em Yokohama, Japão.
Após concluir com sucesso sua educação no Colégio St. Joseph, devido aos laços estreitos que sua família tinha com a Sociedade de Maria (Marianistas), Pedersen decidiu frequentar a universidade na América na Universidade de Dayton em Ohio.
Enquanto passava sua vida de graduação em 1922 estudando engenharia química na Universidade de Dayton em Ohio, Pedersen era um estudante bem equilibrado que se imergiu nos aspectos esportivos, acadêmicos e sociais de sua faculdade. Com uma paixão pelo esporte de tênis, Pedersen jogou no time de tênis universitário de sua escola sob o treinador Frank Kronauge, um ex-capitão de tênis da Universidade de Dayton. Jogando por todos os quatro anos de sua graduação, Pedersen tornou-se capitão tanto em seu penúltimo ano quanto no último ano no time. Além disso, Pedersen passou seu tempo como vice-presidente do Clube de Engenheiros, bem como responsável pela parte literária no Departamento Editorial Daytonian. Formando-se na Universidade de Dayton em 1926 com um diploma em engenharia química, ele se dedicou ao seu tempo na universidade, bem como às várias realizações que fez enquanto estudava como graduando.
Obtendo um bacharelado em engenharia química, Pedersen decidiu frequentar o Instituto de Tecnologia de Massachusetts para obter um mestrado em química orgânica. Embora seus professores na época o tenham encorajado a ficar e buscar um doutorado em química orgânica, Pedersen decidiu iniciar sua carreira, em parte porque não queria mais ser sustentado por seu pai. Ele é uma das poucas pessoas a ganhar um Prêmio Nobel nas ciências sem ter um doutorado.

### Du Pont
Após deixar o Instituto de Tecnologia de Massachusetts, Pedersen foi empregado na Empresa DuPont em Wilmington, Delaware, em 1927, através de conexões de seu orientador de pesquisa, Professor James F. Norris. Enquanto na DuPont, Pedersen pôde iniciar pesquisas no Laboratório Jackson sob William S. Calcott e terminou sua carreira na DuPont na Estação Experimental em Wilmington, Delaware. Como um jovem químico na DuPont, Pedersen testemunhou e ganhou inspiração de muitos químicos florescentes como Julian Hill e Roy J. Plunkett, e também avanços em polímeros e trabalhos no campo da química orgânica. Pedersen tinha um interesse particular na indústria privada ao começar seu foco em sua carreira química, o que influenciou a direção dos problemas que ele se propôs a resolver como químico. À medida que Pedersen começou a trabalhar em problemas como um novo químico, ele era livre para trabalhar em quaisquer problemas que o fascinassem e rapidamente se interessou por degradação oxidativa e estabilização de substratos. Os artigos e trabalhos de Pedersen se expandiram além disso, no entanto, foi uma grande influência para sua eventual pesquisa premiada com o Prêmio Nobel.
Aposentando-se aos 65 anos, seu trabalho resultou em 25 artigos e 65 patentes, e em 1967, ele publicou dois trabalhos descrevendo os métodos de sintetizar éteres coroa (polieteres cíclicos). As moléculas em forma de rosquinha foram as primeiras em uma série de compostos extraordinários que formam estruturas estáveis com íons de metal alcalino. Em 1987, ele compartilhou o Prêmio Nobel de Química por seu trabalho nesta área com Donald Cram e Jean-Marie Lehn, que expandiram suas descobertas originais. Em todo o processo de premiação do Nobel, a Empresa Dupont apoiou totalmente Pedersen fornecendo-lhe um assessor de relações públicas em tempo integral e uma secretária em meio período. A Empresa DuPont também utilizou sua própria aeronave corporativa para acompanhar Pedersen e sua família, pois ele não podia viajar em aeronaves comerciais.

## Descoberta dos éteres coroa
Por volta de 1960, Pedersen voltou à pesquisa no campo da química de coordenação, focando na síntese de ligantes multidentados. Foi recomendado por seu colega Herman Schroeder trabalhar na química de coordenação do vanádio antes de trabalhar na polimerização e na atividade oxidativa catalítica do vanádio. Foi enquanto trabalhava nessa pesquisa que Pedersen fez sua descoberta dos éteres coroa. Ao estudar o bio[2-(o-Hidroxifenoxi) Etil] éter, Pedersen acidentalmente descobriu uma substância desconhecida descrita como uma "gosma" enquanto purificava o composto. Usando espectroscopia de ultravioleta–visível para estudar suas reações com grupos fenol, após tratar as amostras com álcali, embora a curva de absorção inicialmente não mostrasse mudanças, observou-se que ela deslocou-se para leituras de absorção mais altas se um ou mais dos grupos hidroxila estivessem desemparelhados.

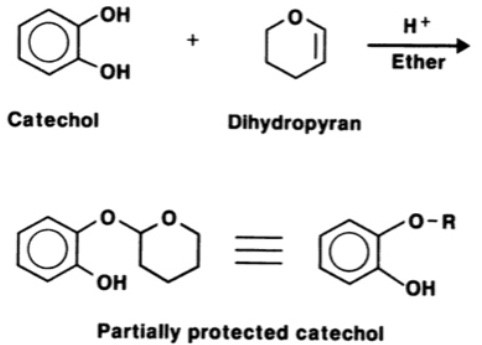

Baseando pesquisas adicionais nesta observação, Pedersen então mergulhou o produto desconhecido em metanol e hidróxido de sódio. Embora a solução não fosse solúvel em metanol, tornou-se alcalina quando em contato com o hidróxido de sódio. Como o comportamento dessa substância espelhava o de 2,3-benzo-1,4,7-trioxaciclononano, com o dobro do peso molecular, a molécula desconhecida foi então chamada de dibenzo-18-coroa-6, o primeiro dos compostos coroa aromáticos descobertos.

## Associações com outros químicos

### Reed M. Izatt
Em 1968, Izatt estava em uma viagem de trem para casa quando parou em Chicago para se encontrar com o fisiologista George Eisenman, que informou Izatt sobre o artigo de Pedersen sobre éteres coroa publicado apenas alguns meses antes. Izatt estava ansioso pelas possibilidades de estudar esses éteres coroa com sua técnica de titulação termoiônica. Izatt ligou para Pedersen e foi o primeiro cientista fora da DuPont a se encontrar com Pedersen sobre sua descoberta, e Pedersen forneceu-lhe uma amostra de seu novo éter coroa. O trabalho de Izatt em reconhecimento molecular foi muito influenciado por sua interação com Pedersen. Na última visita de Izatt a Pedersen antes de sua morte em 1988, ele encontrou uma carta pessoal escrita por Pedersen que dizia: "A maioria dos homens alcança a 'imortalidade' através de sua descendência. Eu não tenho filhos. Possivelmente, os éteres coroa servirão, de uma pequena maneira, para marcar minha pegada na terra" e Izatt, acreditando nisso também, compartilha a mensagem de Pedersen.

### Donald J. Cram
Cram compartilhou o Prêmio Nobel de Química de 1987 com Pedersen ao expandir a monumental descoberta de Pedersen na química macro-cíclica dos éteres coroa. O trabalho de Pedersen foi em estruturas bidimensionais, mas Cram foi capaz de sintetizar moléculas semelhantes em espaço tridimensional. A síntese de Cram dessas moléculas tridimensionais proporcionou grandes ganhos na produção de enzimas feitas em laboratórios, pois essas estruturas têm seletividade baseada em estruturas complementares.

### Jean-Marie Lehn
Lehn foi o outro cientista que compartilhou o Prêmio Nobel de Química com Pedersen e foi fundamental no início do campo da química supramolecular. O trabalho de Lehn especificamente identificado em seu reconhecimento para o Prêmio Nobel foi em seu trabalho com criptandos.

## Pesquisa diversificada
Embora pouca pesquisa tenha sido conduzida sobre este composto, Pedersen observou que ele tinha potencial para funcionar como um desativador de cobre. No entanto, foi o primeiro de muitos desativadores de metal, que funcionam convertendo um complexo de coordenação inativo de um íon metálico que de outra forma seria catalítico.

## Vida pessoal
Pedersen casou-se com Susan J. Ault em 1947 e o casal então se mudou para Salem, Nova Jersey, onde residiram até Ault morrer em 8 de fevereiro de 1983, aos 72 anos. Pedersen foi diagnosticado com mieloma em 1983 e, embora estivesse se tornando cada vez mais frágil, viajou para Estocolmo para receber o Prêmio Nobel no final de 1987. Logo depois, ele foi premiado com uma medalha de excelência pelos Fellows de Pesquisa da DuPont. Ele morreu em 26 de outubro de 1989 em Salem, Nova Jersey.

## Legado
Após o avanço de Pedersen em perceber seu produto acidental e a estrutura do dibenzo-18-coroa-6, enormes avanços foram feitos nos campos da química macro-cíclica e química supramolecular. Pedersen dedicou o resto de sua carreira de pesquisa ao estudo dessas moléculas e iniciou um dos maiores crescimentos recentemente vistos em um campo específico da química. Este crescimento no campo de trabalho de Pedersen após sua descoberta monumental de compostos macro-cíclicos pode ser visto no trabalho do vencedor do Prêmio Nobel de Química de 2016 por motor molecular, onde o trabalho de Pedersen permitiu o entendimento de como criar as estruturas moleculares específicas. As máquinas moleculares foram reconhecidas como o foco dos vencedores do Prêmio Nobel de 2016, que foram produzidas conectando moléculas a vários anéis moleculares.

## Publicações
- Pedersen, Charles J (1988). «The Discovery of Crown Ethers». Science. 241 (4865): 536–540. Bibcode:1988Sci...241..536P. PMID 17774576. doi:10.1126/science.241.4865.536
- Pedersen, Charles J (1967). «Cyclic polyethers and their complexes with metal salts». Journal of the American Chemical Society. 89 (10): 2495–2496. doi:10.1021/ja00986a052